# Campylotropis pauciflora
Campylotropis pauciflora är en ärtväxtart som beskrevs av C.J.Chen. Campylotropis pauciflora ingår i släktet Campylotropis och familjen ärtväxter. Inga underarter finns listade i Catalogue of Life.